# Kotli
Kotli – miasto w Pakistanie, na terytorium Azad Dżammu i Kaszmir. Stolica dystryktu Kotli. Według danych szacunkowych na rok 2015 liczyło 71 000 mieszkańców.